# LulzSec
Lulz Security ou LulzSec est un groupe de hackers à l'origine grey hat responsable de plusieurs intrusions informatiques, dont la plus connue, effectuée en 2011, est une intrusion et vol de données sur un réseau maintenu par Sony qui lui aurait permis de compromettre plus d'un million de comptes. Le groupe est également responsable d'une indisponibilité du site web de la CIA. Il a obtenu une couverture médiatique importante en raison des victimes notables et des messages sarcastiques qu'il diffusait à la suite de ses attaques. 

## Description
Le mot « LulzSec » est dérivé du néologisme anglais « Lulz » (variante de « lol » au pluriel) qui signifie le plus souvent un rire moqueur, et « Sec », abréviation de « Security ». Composé d'un noyau de 6 personnes, dont certaines issues du collectif Anonymous, ses membres ont tous été arrêtés dans l'année suivant son activité.
Le groupe a obtenu une couverture médiatique importante en mai et juin 2011 car il a fait des affirmations audacieuses et insouciantes à propos d'intrusions qu'il aurait réalisées contre des sociétés connues. Il s'intéresse en particulier aux sites web dont la sécurité est déficiente, puis s'empare d'informations qu'il dissémine en ligne. Le groupe a recours à des attaques connues, telle que l'injection SQL, pour lesquelles plusieurs médias ont alors qualifié ses activités de grey hat,,, ou XSS. Enfin, il utilise des attaques DDoS, plus politiques.
- 5-6 février 2011 : En prélude aux attaques figure l'action des Anonymous contre la société HBGary[6], spécialisée dans la sécurité informatique. L'attaque contre HBGary est le tremplin à la formation de LulzSec car les futurs piliers du groupe (Sabu, Kayla, Topiary, TFlow) y participent. Aaron Barr, directeur de la sécurité de la firme, avait déclaré avoir infiltré les Anonymous et promit des révélations. La contre-attaque des Anonymous fut si humiliante pour HBGary[7] qu'elle frappa durablement les esprits : Non seulement aucune révélation ne fut possible, mais Anonymous copia des dizaines de milliers de documents de plusieurs sites d'HBGary (parmi lesquels la stratégie de Bank of America à l'encontre de WikiLeaks), publia les emails internes de la société et pirata le compte Twitter personnel de Barr.

LulzSec se caractérise par un grand nombre d'actions visant des cibles importantes sur un temps très court :
| Date (2011) | Action |
| ----------- | --- |
| 7 mai       | Pirate la base de données des candidats à l’émission The X Factor (États-Unis). |
| 10 mai      | Pirate la base de données de Fox, la compagnie de télévision (États-Unis), en visant son présentateur vedette Bill O'Reilly, proche des Républicains. |
| 23 mai      | Attaque le site de Sony Music (Japon). |
| 29 mai      | Pirate le site du Public Broadcasting Service (États-Unis) pour y intégrer la nouvelle que le rappeur Tupac Shakur, assassiné en 1996, vit en Nouvelle-Zélande, ainsi que le message «Free Bradley Manning. Fuck Frontline!». Lulzsec juge mauvaise la couverture de l'affaire WikiLeaks par PBS. |
| 2 juin      | Pirate Sony Pictures Europe. Le groupe revendique plus d'1 million de comptes hackés. Sony affirme que le nombre de comptes compromis se monte à 37 500. |
| 6 juin      | Pirate Nintendo, tout en déclarant que Nintendo n'est pas leur cible. |
| 8 juin      | Est accusé d'avoir accédé à des milliers de mots de passe de la base de données du National Health Service (Royaume-Uni). Lulzsec déclare ne vouloir que signaler une faille dans la sécurité informatique du NHS.                                                                                |
| 13 juin     | Pirate le site du Sénat des États-Unis. |
| 15 juin     | Fait tomber le site de la CIA. |
| 18 juin     | Pirate Sega, action revendiquée puis niée. |
| 20 juin     | Fait tomber le site de la SOCA, Serious Organised Crime Agency, organisme dépendant du Bureau de l'Intérieur (Royaume-Uni). |
| 21 juin     | Nie avoir piraté le site du service du recensement britannique, comme suggéré par des rapports internes. |
| 22 juin     | Un groupe autoproclamé LulzSecBrasil fait tomber les sites de la Présidence et celui du Gouvernement du Brésil, ainsi que celui de la compagnie pétrolière brésilienne Petrobras. LulzSec salue l'événement.                                                                                      |
| 24 juin     | Attaque le site de l'Arizona Department of Public Safety, chargé d'appliquer la loi locale contestée de lutte contre l'immigration clandestine. Opération «Chinga la migra». |
| 26 juin     | Pirate les serveurs EA de Battlefield Heroes et récupère puis met à disposition du grand public l'intégralité des comptes et mots de passe du serveur bêta, soit plus de 550 000 comptes. |
| 18 juillet  | Alors qu'il a déjà annoncé sa dissolution, le groupe annonce la mort de Rupert Murdoch sur le site du tabloïd anglais The Sun après l'avoir piraté, et ce en plein scandale des écoutes téléphoniques.                                                                                            |
| 27 juillet  | Poste son dernier message sur son compte Twitter: PayPal is only accepted everywhere because everyone uses PayPal. It's a shitty system - so let's start using these smaller services. :D |

Les données obtenues par chaque action sont mises à disposition sur le site de Lulz Security, lulzsecurity.com.

## LulzSec et Anonymous
À un journaliste qui lui demande si en lançant LulzSec ils avaient quitté Anonymous, Topiary répond : « Anonymous est une idée et une conscience. Ce n'est pas une société ou une compagnie, on ne peut donc concrètement la quitter. »
Le journal britannique The Guardian, qui publie des logs IRC du groupe, décrit LulzSec comme «un groupe désorganisé, obsédé par sa couverture média et suspicieux envers les autres hackers».
Pour certains analystes, face aux volontés gouvernementales croissantes de contrôler Internet, le cas LulzSec n'est finalement ni surprenant, ni isolé.
Enfin, LulzSec s'attire les attaques de hackers anti, dont The Jester, se décrivant comme un ancien militaire américain, connu pour ses attaques contre WikiLeaks et contre des sites jihadistes. Teamp0ison leur reproche leurs méthodes trop éloignées de l'orthodoxie pour représenter le mouvement et cherchent à les doxer. D'autres groupes de circonstance se forment comme LulzSec Exposed.
Le 19 juin 2011, SABU (sous la direction du FBI) annonce sa volonté de joindre ses forces à celles d'Anonymous, donnant naissance à l'Opération AntiSec, à l'encontre des gouvernants accusés de vouloir réduire la liberté d'expression sur Internet sous couvert de politiques sécuritaires : « Nous le constatons, à travers le Monde le gouvernement et les terroristes white hat de la sécurité continuent de dominer et contrôler notre océan Internet.(...) Bienvenue dans l'Opération Anti-Sécurité (#AntiSec) - Nous encourageons tout vaisseau, grand ou petit, à ouvrir le feu sur toute agence ou gouvernement qui croiserait son sillage. »

## Traque
La pression mise par les hackers légalistes, Scotland Yard, le FBI et la CIA sur le groupe augmente rapidement et donne lieu à une guérilla médiatique.
Le 21 juin 2011, la police britannique annonce avoir arrêté un pirate de 19 ans, Ryan Cleary, dans le cadre d'une opération avec le FBI. LulzSec annonce aussitôt sur Twitter que le suspect n'est pas un de ses membres, mais le responsable d'un chat IRC fréquenté par eux, ce qui est confirmé. La police découvre que Ryan Cleary souffre d'une forme aiguë d'autisme.
Le 23 juin 2011, le site Gawker publie l'interview d'un des membres, Topiary, réalisée sur Skype. Gawker est un blog populaire et un groupe media internet américain proche des républicains. Il s'était fait hacker par gnOsis (un groupe pré-LulzSec) peu de temps avant.
Le 25 juin 2011, LulzSec annonce la fin de ses activités,, déclarant que « la croisière prévue pour 50 jours se termine », et affirme être composé de 6 membres. Le lendemain, un collectif appelé The A-Team publie une liste de dix membres supposés du groupe, information reprise par Gawker.
Un des membres du groupe, Sabu, est secrètement arrêté par le FBI dès juin 2011. Il plaide coupable le 15 août suivant concernant plusieurs attaques, et accepte de coopérer,.
Entre juin  et juillet 2011, 14 personnes de 20 à 42 ans sont interpellées en Europe sur demande du FBI. La police anglaise arrête un autre membre, Tflow. Le 27 juillet, Topiary est arrêté dans les Shetland. Il est considéré comme le numéro 2 du groupe et son porte parole. Son dernier message est : « On ne peut pas arrêter une idée ».
Le 6 mars 2012, le FBI affirme avoir « décapité les hacktivistes de LulzSec », cinq membres éminents du groupe sont inculpés.
D'autres arrestations de membres proches de Lulzsec ont continué avec notamment l'arrestation de neuron, le 28 août 2012.

## Organisation
LulzSec s'est organisé autour d'un leader, Sabu, en divisant les tâches au sein du groupe. Il s'appuie sur un botnet puissant apporté par un membre, Kayla. Sur l'impulsion de Topiary, le groupe communique de façon efficace : un ton humoristique, un espace Twitter populaire qui compte 283 000 abonnés au moment de sa dissolution et acquis en quelques jours. Le site de Lulzsec, support au téléchargement du butin des actions et cible de leurs opposants, est porté par Tflow.

### ZeroDayX
LulzSec se compose d'un cœur de neuf membres. La liste est établie par les recoupements entre les différentes investigations des groupes de hackers, par les fuites des logs IRC données au journal The Guardian, et finalement par la confirmation de membres du groupe eux-mêmes.

#### Sabu ou LEon ou lulzsecsabu
De son vrai nom Hector Xavier Monsegur, 28 ans, new-yorkais du Lower East Side, spécialiste en sécurité informatique. Il est au chômage, père de 2 enfants et de nationalité portoricaine. Arrêté en premier, il coopère avec le FBI, qui utilisera son compte Twitter encore plusieurs mois après son arrestation afin d'inciter les hackers du monde entier à pirater des sites gouvernementaux. Les autres membres du groupe ont été démasqués dans les 7 mois suivants. Membre fondateur, il semble agir comme le leader : Il décide souvent quelles cibles attaquer et qui participera à l'attaque. Les hackers qui l'ont traqué le présentent comme le membre ayant les plus grandes compétences en programmation informatique du groupe. C'est un spécialiste du langage Python. Il fit partie du groupe d'Anonymous ayant attaqué HBGary.

#### Topiary
Soupçonné d'être Jake Davis, 18 ans, arrêté aux îles Shetland par la police britannique le 27 juillet 2011. Il a été inculpé le 6 mars 2012. Suspecté d'avoir été membre d'AnonOps, une organisation qui passe pour être une direction des opérations des Anonymous, en tant que chargé des relations publiques. C'est lui qui fut enregistré par une station de TV US locale, interpellant en direct le camp adverse au nom des Anonymous lors de la fameuse attaque contre la Westboro Baptist Church, connue pour ses actions homophobes. Il est le porte parole de Lulzsec : Il s'occupe du compte Twitter et des relations presse, comme l'interview donnée à Gawker. Après l'attaque contre Murdoch en juillet, Topiary dit à un journaliste que pas moins de 12 publications, dont de très grosses, l'avaient sollicité rien que dans la journée.

#### Kayla ou KMS ou lol ou Shockofgod ou Pastorhoudaille
De son vrai nom Ryan Ackroyd, 25 ans, de Londres, arrêté et inculpé le 6 mars 2012. Propriétaire du botnet estimé à 800 000 machines-zombies utilisé par le groupe pour les attaques DDoS. Kayla fut le membre le plus difficile à identifier, se faisant passer pour une adolescente de 16 ans. Il participa à plusieurs attaques Anonymous pré-Lulzsec au sein de gn0sis et prit part à l'attaque contre HBGary. Il est également réputé avoir mis sur écoute deux agents de la CIA lors d'une opération Anonymous.

#### Tflow
Time flow. La police de Londres a annoncé l'arrestation d'un hacker de 16 ans le 19 juillet 2011. Il est décrit comme un codeur PHP, développeur web, et celui qui réalisa les abus de confiances sur PayPal. Il avait en charge la maintenance et la sécurité du site web du groupe, lulzsecurity.com.

#### Avunit
Membre non-fondateur. Il quitta le groupe après l'attaque du FBI, appelée Fuck the FBI Friday. Il était également lié à la direction d'AnonOps des Anonymous.

#### Pwnsauce
Terme moqueur chez les gamers. De son vrai nom Darren Martyn, irlandais, arrêté et inculpé le 6 mars 2012. Il rejoignit le groupe à la même époque qu'Avunit. N'est pas un membre fondateur.

### À la périphérie
Membres associés ou anciens membres :
- M_nerva – Ancien membre, il diffusa des fils de discussion IRC du groupe au journal The Guardian. LulzSec le doxa en réponse. Il a vraisemblablement participé à l'attaque de LulzSec contre Fox.com.

- Joepie91 – Bien qu'il soit très présent dans les conversations IRC du groupe, celui-ci ne le considère pas comme faisant partie du cœur.

- Neuron – De son vrai nom Raynaldo Rivera, un étudiant ingénieur américain qui aida à la fabrication de programmes informatiques et prêta main-forte dans certaines attaques DDoS. Il est arrêté par les autorités américaines le 28 août 2012[33].

- Palladium – De son vrai nom Donncha O'Cearbhaill, irlandais, arrêté et inculpé le 6 mars 2012.

- Anarchaos – De son vrai nom Jeremy Hammond, de Chicago, arrêté et inculpé le 6 mars 2012. Membre d'Anonymous, il serait également inquiété pour d'autres affaires hors LulzSec.

- Ryan Cleary – 19 ans, de l'Essex au Royaume-Uni, arrêté par la police britannique le 21 juin 2011. Accusé d'avoir violé le Computer Misuse Act et le Criminal Law Act 1977 pour avoir entretenu le serveur du chat IRC utilisé par le groupe. LulzSec a toujours refusé de le reconnaître comme faisant partie du groupe.

- Ibrahim al-dulaimi – Le neuvième membre fondateur du groupe, lui, codeur Perl et Python, développeur Web, hacker impliqué dans des attaques de virus contre plus de 100 entreprises étrangères, il a été exposé en Ukraine. Lors de la perquisition, la police a trouvé plus de 360 000 $ en espèces[37] du pirate informatique. Il disposait également de 1,3 million de dollars dans des portefeuilles cryptographiques[38]. La police métropolitaine d'Ukraine a annoncé l'arrestation d'un hacker de 25 ans de passage le 4 octobre 2021.